# Thilla Yaduwa
Thilla Yaduwa (nep. ठील्ला यदुवा) – gaun wikas samiti w środkowej części Nepalu w strefie Dźanakpur w dystrykcie Dhanusa. Według nepalskiego spisu powszechnego z 2011 roku liczył on 701 gospodarstw domowych i 3517 mieszkańców (1971 kobiet i 1546 mężczyzn).